# Callaetea capillaris
Callaetea capillaris is een mosdiertjessoort uit de familie van de Aeteidae. De wetenschappelijke naam van de soort is, als Aetea capillaris, voor het eerst geldig gepubliceerd in 1986 door d'Hondt.